# Сувернев, Виталий Григорьевич
Вита́лий Григо́рьевич Суве́рнев — советский и российский учёный, профессор, работавший в области аэродинамики и прочности авиационных конструкций. Начальник СибНИА им. С. А. Чаплыгина (1959—1989), учёный секретарь института (1989—2000). Лауреат Государственной премии СССР «за научное и техническое руководство разработкой и внедрением уникального испытательного комплекса, не имеющего аналогов в отечественной практике» (1969). В 2006 году на доме № 45 по улице Чаплыгина, в котором жил В. Г. Сувернев, администрацией Новосибирска было решено установить мемориальную доску.

## Биография

### Образование
- Московский авиационный институт
- Академия Министерства авиационной промышленности СССР

### Трудовая деятельность в СибНИА
- инженер (1943–1946)
- начальник отдела (1946–1951)
- начальник лаборатории (1953–1954)
- заместитель начальника института по научной работе (1954–1959)
- начальник института (1959–1989)
- учёный секретарь института (1989–2000)

## Награды
- Лауреат Государственной премии СССР
- Орден Октябрьской Революции
- Орден Трудового Красного Знамени

## Память
Похоронен на Заельцовском кладбище Новосибирска (квартал 4н).